# میگل ریورو
میگل ریورو (اسپانیایی: Miguel Rivero‎؛ زادهٔ ۱۴ مارس ۱۹۵۲) بازیکن فوتبال اهل کوبا بود.
وی همچنین در تیم ملی فوتبال کوبا بازی کرده‌است.